# Ana Torin
Ana Torin (7 de marzo de 2003, San Francisco, Zulia), es una atleta venezolana, especializada en 400 metros y 800 metros. Ha representado a las delegaciones del estado Zulia, y actualmente al estado Miranda, logrando campeonatos locales para representar a Venezuela.

## Trayectoria
Nacida en San Francisco, su infancia se desarrolló en Ciudad Ojeda y desde temprana edad ha estado involucrada en eventos deportivos de atletismo, especialmente, carrera de velocidad de pista y campo. Con el apoyo de su familia y ejemplo particular de su padre y también atleta Tony Torin, realizó las prácticas y entrenamientos que ejecutaba su hermana mayor Nicole Torin Ballestero, convirtiéndose luego ella misma en participante de las primeras categorías de la disciplina.

### Delegación del estado Zulia (2014 - 2022)
A sus 11 años, comenzó a representar a la delegación del estado Zulia. Durante este tiempo, se presentó en diversas competiciones locales como el Festival Regional de Cross Country 2015 en la Segunda Etapa del Paseo del Lago, donde paró el cronómetro en 23 minutos, 59 segundos y 28 décimas, para la distancia de 3 kilómetros 300 metros, siendo la ganadora absoluta y además fue premiada como la primera juvenil. En 2016, obtendría el segundo lugar en la Carrera Bicolor 10K, y la Primera carrera internacional 12k de la Lotería del Zulia en 2017, donde obtuvo el primer lugar en la categoría Juvenil 16-19 femenina.
Por dos ocasiones consecutivas, recibió medalla de bronce en los clasificatorios realizados en el Memorial "Maximo Viloria", en 2018 por la categoría 400 Metros Planos Sub-18,  y de Mayores en 2019, mientras que en 2020 logró la medalla de Oro en los 400 metros planos Sub-18 y Plata en 400 metros planos con vallas.
En ese último año, con el equipo de relevo 4×100 combinado conformado por ella y los atletas Patricia Briceño, Yojani Andrade, Linda Pírela, realizó un tiempo de 2.24.36, y obtuvieron medallas de oro en el Campeonato Nacional de Atletismo sub-18 y sub-20. Por su parte, la presea plateada fue su premio individual en la disciplina de 400 metros con un tiempo de 59.44. Para cerrar 2019, registró sus marcas en el top 10 del Ranking Nacional Femenino Mayores Metros Planos, con tres tiempos obtenidos en distintas competiciones.
En ocho años, obtuvo medallas de oro, plata y bronce en las competiciones y categorías en que participó. 

### Delegación del estado Miranda (2022-actualidad)
En 2022, cambió su lugar de residencia al estado Miranda, y por motivos logísticos comenzó a representarlos como su delegación deportiva. En junio, se presentaría con su nuevo equipo, donde obtuvo la medalla de bronce en 400 m. En agosto, lograría la medalla de oro en el Campeonato Nacional Sub-23 de Atletismo, obteniendo así el pase para representar a Venezuela en el Sudamericano U23 Cascavel Brasil 2022, sin embargo, por problemas con su documentación, declinó su participación. 
En el cierre del Campeonato Nacional de la categoría sub-20, logró la segunda posición con un tiempo de 2:21:28 minutos, sumando una medalla para la delegación del estado Miranda que se quedó con el segundo lugar general de la competencia.
En 2023, alcanzó los tiempos requeridos para representar a Venezuela en los Juegos del Alba en el Campeonato Nacional por Especialidades en la pista del Fuerte Tiuna (Caracas), logrando un tiempo de 56,68 segundos en la disciplina de los 400 metros planos. En abril del mismo año, logró nuevamente el podio con tiempo de 57,54 segundos en la misma categoría para el campeonato Memorial Asnoldo Devonish en el Polideportivo Máximo Viloria, en Barquisimeto.
En su participación en Juegos del ALBA, obtuvo la medalla de plata en compañía de las velocistas Ibeyis Romero, Génesis Gutiérrez y Willismar Padrón como representantes de la delegación de Venezuela en la categoría Relevo 4x400 metros.

## Medallero

### Juegos del ALBA
- 2023:  Medalla de Plata - Relevo 4 × 400 metros[26]

### Campeonato Nacional Adulto de Atletismo
- 2023:  Medalla de Oro  - Relevo 4 × 100 metros[27]

### Campeonato Nacional de Atletismo sub-18 y sub-20
- 2019:  Medalla de Oro  - Relevo 4 × 100 metros
- 2019:  Medalla de Plata - 400 metros

### Campeonato Nacional Juvenil de Atletismo Sub-20
- 2022:  Medalla de Bronce - 400 metros

### Campeonato Nacional Sub-23 de Atletismo
- 2022:  Medalla de Oro - 400 metros

### Campeonato Nacional Categoría Sub-20
- 2022:  Medalla de Plata - 800 m